# Rough Island (County Down)
Rough Island (deutsch „die raue Insel“) liegt zwischen Newtownards und Comber, etwa 300 m vom Nordwestufer des Strangford Lough im County Down in Nordirland. Die kleine tropfenförmige Gezeiteninsel wurde von einem Drumlin gebildet und ist bei Ebbe durch einen schmalen Damm mit dem Festland verbunden.

## Erste Ausgrabungen
Rough Island wurde im Jahre 1936 erstmals als Ort von archäologischer Bedeutung identifiziert, als Hallam L. Movius (1907–1987) auf der nördlichen Seite der Insel nahe dem Gipfel einen spätmesolithischen Abfallhaufen (engl. midden) mit einem Herd entdeckte. Eine zweite Ausgrabung wurde im Jahre 1997 von Tom McErlean durchgeführt. Die Süd- und Südwest-Küste der Insel war in Gefahr durch Küstenerosion abgetragen zu werden und McErlean untersuchte eine dunkle Sandschicht, die reich an mittelalterlicher Töpferei war.

Rough Island
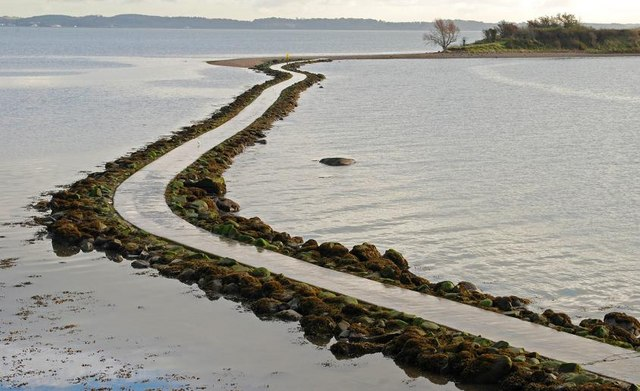
Zur Insel führender Damm
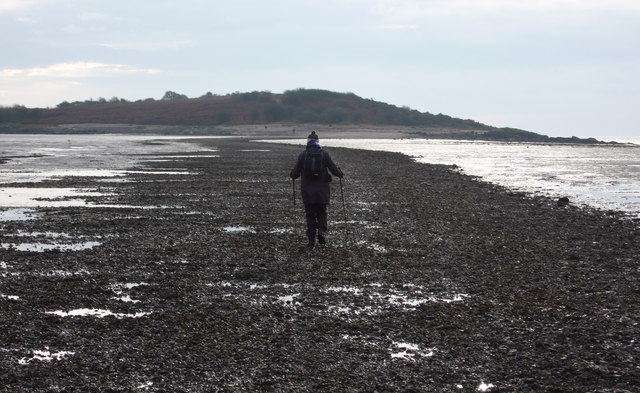
Zur Insel führender Damm
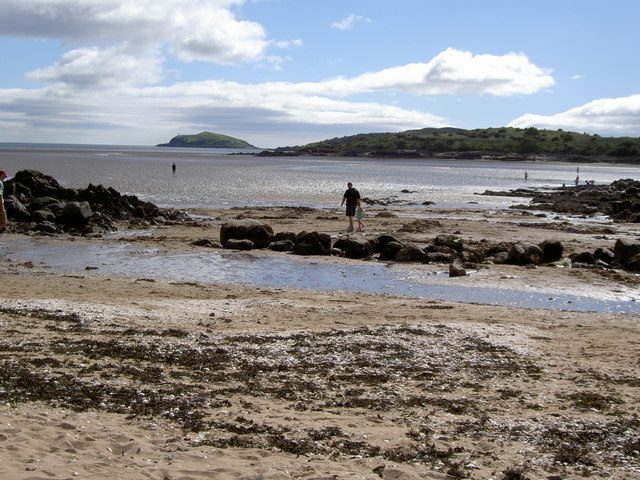
Blick auf Rough Island

## Letzte Ausgrabung
Eine dritte archäologische Untersuchung erfolgte 2001. Sie wurde genutzt um den 1936 von Mövius untersuchten Bereich neu zu untersuchen. Proben für die Radiokarbon-Datierung von Muscheln und Feuerstätten sollten eine Chronologie für die Nutzung der Insel liefern. Neun Gräben wurden angelegt, um zu untersuchen, ob in der Nähe von McErleans Grabung eine mittelalterliche Siedlung war. Man stieß in allen Gräben auf eine ähnliche Stratigraphie, und obwohl weitere mittelalterliche Tonscherben gefunden wurden, wurde kein Beleg für eine Siedlung entdeckt.
12 schmale Testgräben wurden zwischen den Gräben von Mövius angelegt, um den prähistorischen Muschelhaufen zu untersuchen. Sie ergaben, dass der unmittelbar unter einer dunkelbraunen Humusschicht liegende Køkkenmøding 8,3 × 8,1 m maß und 0,21 m dick war. Er war locker aufgehäuft und es gab keine erkennbare Schichtung. Seine geringe Dicke lässt vermuten, dass sich das Material während eines kurzen Zeitraums ansammelte. Scherben von Western Neolithic Ware wurden innerhalb des Haufens und im benachbarten holzkohledurchsetzten gelben Sandboden gefunden. Eine Eintiefung mit einer Kombination aus Muscheln, großen Steinen und Western Neolithic Ware wurde unter dem Køkkenmøding entdeckt. Die Proben für die Radiokarbon-Datierung ergaben einen Zeitpunkt von etwa 4000 v. Chr. für die Deponierung.
Eine Anzahl von Pfostenlöchern wurde unter und neben dem Køkkenmøding entdeckt. Es war nicht festzustellen, ob diese vor oder nach der Muschelanhäufung entstanden waren. Zwei parallele Reihen von Pfostenlöchern, über eine Distanz von etwa 4,5 m, wurden zusammen mit einem Halbkreis von etwa 2,3 m Durchmesser entdeckt, der durch den Rand eines Grabens unterbrochen war. Die Pfosten sind keine Reste imposanter Architektur, können aber Belege für Stockgestelle (zur Fischtrocknung), Windschirme oder Zeltstrukturen sein.